# Щёголев, Гавриил
Гавриил (Гаврило) (Сергеевич ?) Щёголев (ок. 1741 — ?) — российский переводчик, педагог, писатель. В 1766—1768 — преподаватель риторики в Тверской семинарии.
Гаврило Щёголев издал следующие свои труды:
«Дух или мысли святого Иоанна Златоустого» (с латинского, Москва, 1781; тематическая подборка из бесед Иоанна Златоуста для чтения на каждый день года; переведено совместно с Василием Беляевым);
«Щит терпения на разные в жизни сей приключающиеся несчастия» (вместе с Василием Беляевым, Москва, 1787; анонимные моралистические наставления);
«Исаака Пермана о начале графского в свете достоинства» (Москва, 1782; краткая история графского сословия в ряде европейских стран);
«Зерцало горячайшего ко Господу Богу духа, изданное Феофилактом Лопатинским <…> или Молитвословие, им самим на латинском языке сочиненное и своеручно написанное» (1787).
Перевёл для Н. И. Новикова «Книгу о девстве» (1783) и «Беседы» (1784).
Является автором (?) работы под названием «История священная и гражданская от начала мира по Вознесение Христово через семь округов продолжаемая» (М., 1787).
Ненапечатанными остались два его лексикона — «Новый многоязычный лексикон на российском языке» и «Новый славянский лексикон», разрешённые к печати Московской цензурой в 1797 году.
Отец Николая Щёголева — врача, поэта и писателя.